# Целёндз (гмина)
Целёндз (пол. Cielądz) — сельская гмина (волость) в Польше, входит как административная единица в Равский повет, Лодзинское воеводство. Население — 4114 человек (на 2004 год).

## Соседние гмины
1. Гмина Черневице
2. Гмина Нове-Място-над-Пилицон
3. Гмина Рава-Мазовецка
4. Гмина Регнув
5. Гмина Жечица
6. Гмина Садковице